# Noheji
Noheji (野辺地町?) è una cittadina giapponese della prefettura di Aomori.